# Zhelin, Jiangxi
Zhelin är en köpinghuvudort i Kina. Den ligger i provinsen Jiangxi, i den sydöstra delen av landet, omkring 69 kilometer nordväst om provinshuvudstaden Nanchang. Antalet invånare är 8 861. Befolkningen består av 4 324 kvinnor och 4 537 män. Barn under 15 år utgör 17,0 %, vuxna 15-64 år 74 %, och äldre över 65 år 8,0 %.
Runt Zhelin är det ganska tätbefolkat, med 199 invånare per kvadratkilometer. Närmaste större samhälle är Qiujin, 17,3 km öster om Zhelin. I omgivningarna runt Zhelin växer i huvudsak blandskog.
Genomsnittlig årsnederbörd är 2 141 millimeter. Den regnigaste månaden är maj, med i genomsnitt 334 mm nederbörd, och den torraste är januari, med 59 mm nederbörd.